# Igreja Presbiteriana Santo André
A Igreja Presbiteriana de Santo André (em espanhol Iglesia Presbiteriana San Andrés), também conhecida como Igreja Presbiteriana da Argentina, é uma denominação presbiteriana formada na Argentina a partir da migração escocesa para o país. É hoje uma das maiores denominações presbiterianas no país, organizando-se como um presbitério de 17 igrejas e congregações.

## História

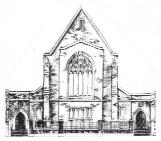
Igreja Presbiteriana San Andrés del Centro, inaugurado em 1896, em Buenos Aires, Argentina.

### Missão estadunidense
A partir de 1823, os missionário presbiterianos Theophilus Parvin III e William Torrey, bem como o missionário congregacional John Clark Brigham, foram enviados pela Junta Americana de Comissionados para Missões Estrangeiras e agentes da Sociedade Bíblica Americana para a atuarem como missionários em Buenos Aires. Estes missionários permaneceram em Buenos Aires até 1835. Posteriormente, a partir de 1854 o Rev. Thomas L’Hombral residiu em Buenos Aires, também enviado pela Junta de Missões Estrangeiras, filiada a Igreja Presbiteriana nos Estados Unidos da América. Todavia, sem trabalho foi concentrado sobre imigrantes franceses. Diante da autodemissão de L’Hombral em 1835, os esforços missionários na Argentina foram encerrados.

### Migração escocesa e formação da igreja
Em 1825 chegaram os primeiros colonos escoceses com um grupo de 220 pessoas que se instalam em Monte Grande, Província de Buenos Aires. No ano seguinte, o Rev. William Brown chegou a Argentina como pastor da Colônia Escocesa de Monte Grande.
No ano de 1828 a colônia de Monte Grande se dispersou em diferentes partes do país, muitos dos colonos, incluindo o Rev. William Brown, se estabeleceram em Buenos Aires. No final deste ano, os escoceses desta cidade decidiram formar uma igreja adotando "a doutrina e a disciplina da Igreja Estabelecida da Escócia".Assim, em 1829 foi oficialmente formada a Igreja Presbiteriana de Santo André na Argentina. Foi chamada inicialmente de Capela Presbiterária Escocesa, inaugurado na Rua do México, número 300 (numeração antiga). O primeiro pastor foi o Rev. William Brown, e os primeiros presbíteros (anciãos) foram os senhores John McClymont, Hugh Robson e James Brown.
Em 25 de abril de 1835, a primeira igreja de Santo André foi inaugurada na Calle Piedras, 55 (atualmente Avenida de Mayo), e recebeu o nome de Igreja Presbiteriana Escocesa de Santo André. No ano de 1838, Escola de San Andrés foi fundada e trabalhou em salas atrás da Igreja. Seu primeiro diretor foi o Rev. William Brown. Em 1895 o novo prédio da Escola Andrés foi inaugurado em 1030, rua Ituzaingó, perto da Estação Constitución.

### Crescimento e assimilação
Em 1912 a igreja recebeu seu primeiro pastor de língua espanhola, e iniciou o trabalho evangelistico, além da assistência aos imigrantes. No ano de 1914 a igreja já reunia 800 famílias, com sua sede e congregações. Em 1920 a igreja inaugurou sua Junta Missional, com o propósito de expandir sua comunidade de língua espanhola, que encerrou-se em 1940, após o fim do investimento da igreja escocesa na realização dos cultos em espanhol. Com isso, 8 igrejas locais separam-se da IPSA, sendo a maioria extinta nos anos seguintes.
A igreja de Temperley, embora independente, continuou a ter relações com a igreja escocesa, de forma que continuou a usar o edifício e foi reconhecida como igreja presbiteriana, contou com apoio missionário da Igreja Presbiteriana do Brasil e da Igreja Presbiteriana do Chile (ainda em formação). Na década de 1950 ela se organizou como Igreja Presbiteriana Argentina, mas voltou a IPSA na década de 1960.
Nos anos seguintes, a igreja inaugou novos locais de culto, criou a a revista Buenos Aires Scotch Church Magazine, atualmente Revista San Andrés, e em 1988 foi fundada a Universidade de San Andrés.

### Atualidade

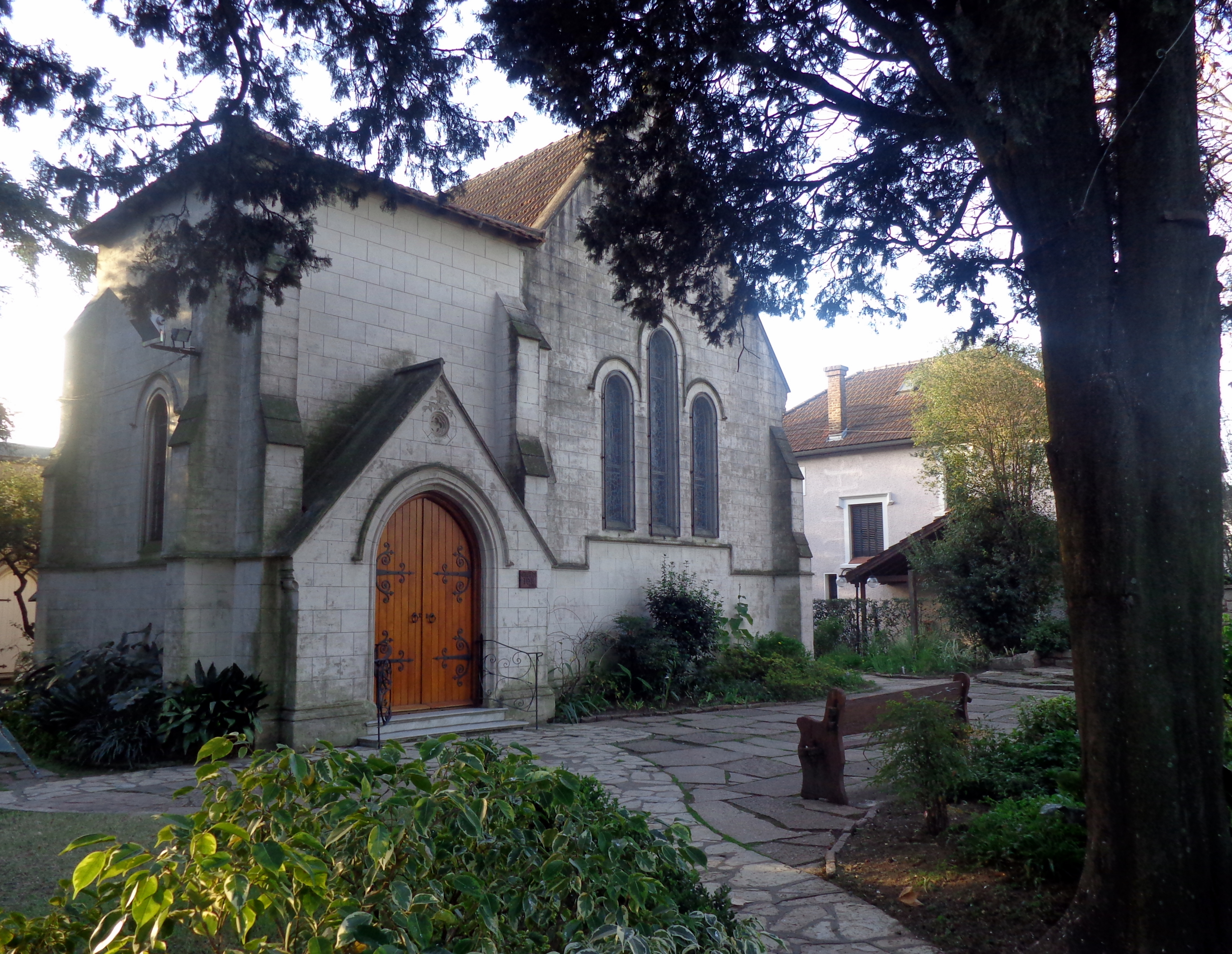
Igreja Presbiteriana San Andrés de Calle General Paz 191, Temperley, Província de Buenos Aires, Argentina.

Em 1987 a igreja passou a usar definitivamente a língua espanhola na liturgia, e decidiu posteriormente, deixar a Igreja da Escócia e unir-se a Igreja Presbiteriana Evangélica (EUA), desde quando passou a usar o nome Igreja Presbiteriana Santo André. Nos anos seguintes a igreja teve grande crescimento e recebeu novas igrejas.
Entre 1999 e 2001 a igreja contou novamente com apoio missionário da Igreja Presbiteriana do Brasil, na congregação de La Prata e em 2005 se organizou como denominação independente.
Atualmente a igreja é formada por 11 igrejas organizadas e 6 congregações. espalhadas pela Província de Buenos Aires.

## Doutrina
A igreja subscreve a Confissão de Fé de Westminster, Catecismo Maior de Westminster e Breve Catecismo de Westminster. Portanto, é uma denominações calvinista, pedobatista e confessa as Cinco Solas. Além disso, admite a ordenação feminina, diferente da maioria das denominações presbiterianas na América do Sul.

## Relações intereclesiásticas
A IPSA é membro da Federação Argentina de Igrejas Evangélicas, Comissão Ecumênico das Igrejas Cristãs na Argentina e Aliança de Igrejas Presbiterianas e Reformadas da América Latina.
Além disso, a IPSA teve contato ecumênico com a Igreja Presbiteriana do Brasil até 2010.